# Lucký mlýn
Lucký mlýn je dochovaný vodní mlýn východně od Chodovlic v okrese Litoměřice. Postaven byl v šestnáctém století jako jeden z dvanácti mlýnů na Modle, z nichž se jako jediný dochoval v provozuschopném stavu. Po letech chátrání ve druhé polovině dvacátého století byl opraven a roku 2008 prohlášen za kulturní památku.

## Historie

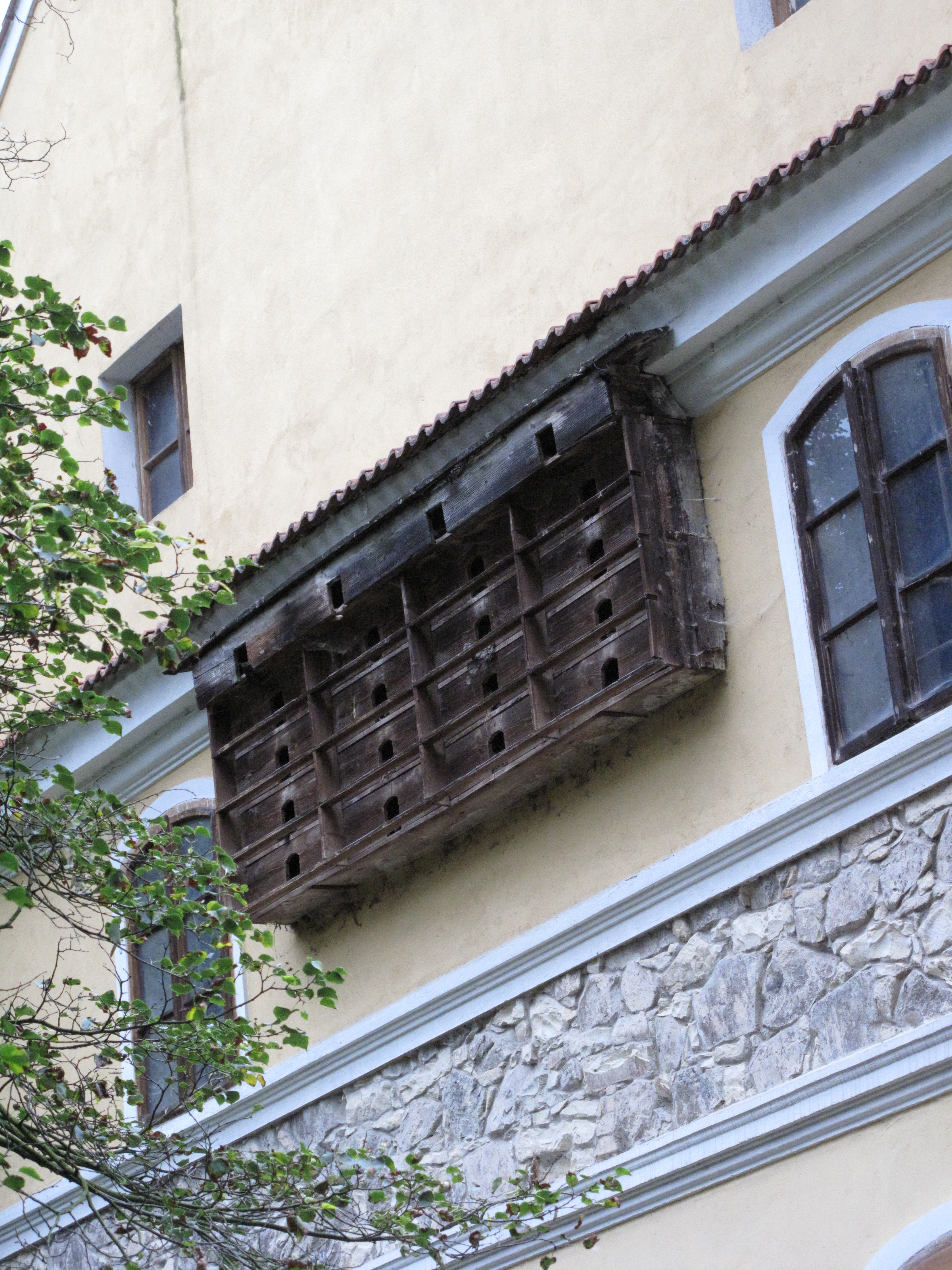
Holubník

Mlýn byl založen u potoka Modla v šestnáctém století. První písemná zmínka o něm pochází z roku 1620. Dochovaná budova je barokního původu a vnitřní technické zařízení pochází z počátku dvacátého století. Do roku 1942 měl mlýn dvě kola, z nichž jedno bylo poháněné elektromotorem. Po většinu doby existence mlýna v něm až do roku 1953 hospodařila rodina Šašků připomínaná zde poprvé roku 1695. Poté byl mlýn uzavřen, ale rodina nadále bydlela v obytných budovách. V roce 1964 bylo odkloněno koryto potoka, a k mlýnu přestala přitékat voda. Obnovu zahájil v devadesátých letech dvacátého století Otakar Šašek. V roce 1996 byla k mlýnu přivedena voda a v roce 2009 obnoveno vodní kolo. Během přípravy dokumentace bylo identifikováno šest stavebních fází a zdokumentována poloha zaniklého druhého vodního kola. Po rekonstrukci byl v roce 2009 Lucký mlýn jediným provozuschopným mlýnem v litoměřickém okrese.

## Stavební podoba
Památkově chráněný areál se skládá z ohradní zdi s bránou, dvora, kravína, kurníku a maštale s chlévy, volského chléva, sýpky, malé a velké stodoly, výměnku, sušárny ovoce, náhonu s vantroky a lednicí a litinového krucifixu z devatenáctého století. Vodu k mlýnu přivádí kopaný náhon, který ústí do zděných vantroků s dřevěnou vložkou. Vstup do klenuté lednice s kolem na horní vodu chrání železná česla.